# Les Voleurs de swing
Les Voleurs de swing est un groupe français originaire de Tours aux influences diverses (jazz manouche, musique de l'est, tzigane, balkanique, hip-hop, rock ...) composé de trois, puis quatre musiciens : 
- Gabriel Bonnin : violon, flûtiau, guitare, chant
- Clément royo : guitare, chant
- Thomas (Vladimir) Lesigne (2008-2010) : contrebasse, violoncelle, beat box, chant, cymbales et cloches...
- Youri (2011-) : contrebasse.

## Description
Les Voleurs se rencontrent fin 2005. Rapidement, ils font connaître leur énergie communicative lors de nombreux concerts  et après avoir remporté plusieurs tremplins, le groupe réussit à vendre plus de 3000 exemplaires[réf. nécessaire] de son premier album auto-produit: Le tour du monde en 80 manches.
Avril 2008 signe le départ de l'un des deux guitaristes et de l'arrivée d'un contrebassiste ainsi que du chant. La nouvelle formation prépare ensuite son nouvel album Anarchie en Syldavie sorti en avril 2009.
Grâce à de nombreux concerts prévus pour les festivals de l'été 2009, à d'importantes rencontres (Sanseverino, Thomas Dutronc, les Ogres de Barback, la Ruda, Titi Robin) et à quelques apparitions dans les médias (France 3 Orléans, Radio Campus Angers, France Inter...), le groupe connaît un succès grandissant.

## Discographie
- Le tour du monde en 80 manches, 2007
- Anarchie en Syldavie, 2009
- Hotel Molotov, 2011
- Le déconservatoire, 2014